# Еремей Запрягальник

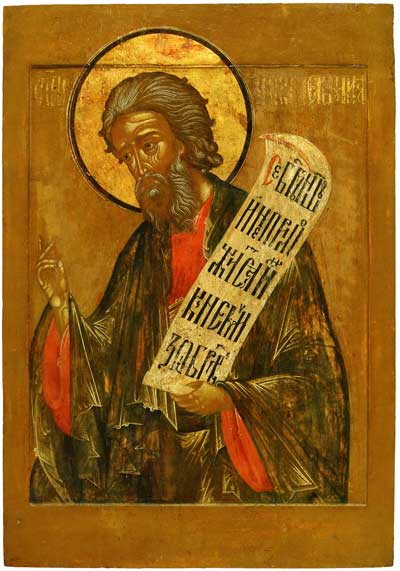
Пророк Иеремия. Церковь Иоанна Златоуста в Коровниках в Ярославле. Ок. 1654 года.

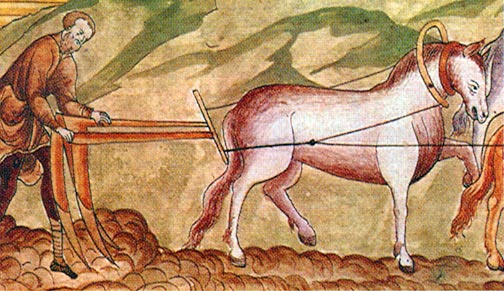
Пахота. «Житие Сергия Радонежского». Фрагмент миниатюры. Конец XVI века.

Ереме́й Запряга́льник — день в народном календаре у славян, приходящийся на 1 (14) мая. На Еремея у восточных славян — третья и последняя встреча пролетья, последняя неделя пахоты и начала сева. У южных славян в этот день выполняются ритуалы, направленные на изгнание змей.

## Другие названия
рус. Макарий, Еремей, Запашник, Посевы, Засеватель, Пролетье, Гулёный день, Встреча пролетья; бел. Макарэй; болг. Ирима, Иримия, Ерма, Ирминден, Еремия, Зъмски ден; серб. Јеремијиндан, Змиjски светац, св. Jepeмиja, Еремиjин дан, Еремиа, Ирмиjа, Женско весеље[страница не указана 3270 дней]; чеш. и словац. Fiilpa a Jakuba; пол. Jakub, św. Filip i Jakób apostołowie.
В этот день почитаются в том числе: православными славянами — пророк Иеремия и митрополит Киевский Макарий, а западными славянами-католиками — апостолы Филипп и Яков; чьи имена присутствуют в названиях дня.

## Традиции
1 Мая традиционно считался праздничным днём в сельской среде дореволюционной России как «праздник весны, начала лета». Говорили, что в этот день ходит Ярило ночною порой в белом объяринном (объярь — волнистая шелковая материя, муар) с серебряными или с золотыми струями балахоне, на головушке у него венок из алого мака, в руках спелые колосья всякой яри (яровой хлеб: пшеница, ячмень, овёс, греча, просо). Где ступит Яр Хмель — там несеяный яровой хлеб вырастает, глянет Ярило на чистое поле — лазоревы цветочки на нём запестреют, глянет на тёмный лес — птички защебечут и песнями громко зальются, на воду глянет — белые рыбки весело в ней заиграют. Только ступит Ярило на землю — соловьи прилетят (Соловьиный день), помрёт Ярило в Иванов день — соловьи смолкнут[страница не указана 3270 дней].
В селе Караяшник Воронежской области 1—2 мая праздновали приход весны и появление всходов на полях. На улицах на кострах готовили майскую кашу. Каждый приносил что-либо из продуктов: пшено, картошку, сало, яйца, лук, масло и делали общий стол. Молодёжь устраивала гулянья. Пели песни: «Жавороночек, прынеси весну на своём хвосту, на сохе, бороне, на ржаной копне, на овсяном снопе».
В Олонецкой губернии в этот день встречали весну с соломенным чучелом, закреплённым на шесте, и ставили его на возвышенном месте. Туда приносили пироги, различные кушанья и водку. Около чучела организовывали застолье, после чего поджигали чучело и плясали вокруг него, пока оно не сгорит.
На Украине в Карпатах пели песню[страница не указана 3270 дней]:

Оригинал
Як май затрубив пресвятий Юрій,
Зазеленіли гори, долини,
Гори, долини, ще й полонини.
Пішли голоси по всіх низинах,
По буковинах, по всіх річинах,
Та по річинах, по кирничинах.
Усі низини зазеленіли,
Всі буковини сі зашаріли.
Та зозулечки повилітали,
Повилітали, защебетали.
І всі сі річки порозмерзали,
Всі сі кирнички повиповняли,
Пообцвітали все лотадами.
Та всі овечки та заблеяли,
Всі ся вівчарі ізрадували.
Перевод
Как май затрубил пресвятой Юрий,
Зазеленели горы, долины,
Горы, долины, да й полянины.
Пошли голоса по всем низинам,
По буковинам, по всем рекам,
Да по рекам, по крыницам.
Все низины зазеленели,
Все буковины то зацвели.
И кукушечки повылетали,
Повылетали, защебетали.
И все то реки поразмерзались,
Все крыницы понаполнялись,
Пообцветали все лотадами (?).
Да все овечки да заблеяли,
Все овчары да израдовались.

Наказ в этот день: «подымай над пахотой сетево-лукошко с семенами». Перед пахотой соблюдали древний ритуал: молились и кланялись на три стороны, кроме северной, и, низко кланяясь, бросали в каждую сторону горсть жита.
У донских казаков был свой обряд: на десятину земли по углам клали четыре испечённых на Сороки или Средопостие «жаворонка» или «креста», прогоняли борозду, печенье съедали, после чего начинали сев. В некоторых станицах перед началом полевых работ поле освящали «святой водой».
Болгары считают, что змеи из своих нор выползают на Сорок мучеников и Благовещение, а Иеремия является их царём. В этот день, выполняются ритуалы, направленные на изгнание змей и ящериц, защиту жилища от них. Также, как на Благовещенье, девушка или женщина берёт щипцы и пучок ржи, шумя ими как погремушкой, обходит по всему дому и двору, произнося заклинание:

Бегите, змеи и ящерицы!

Аремей у ворот,

Он вам головы отсечёт!
У сербов сохранился обычай — в этот день группа девушек с овечьими колокольчиками у дверей домов поёт «Иеремийские песни». Этих девушек называют королевами или царицами. Иногда вместо девушек юноши обходят село с криками: «Иеремия в поле, бегите змеи в море!».

## Поговорки и приметы
- Третья и последняя встреча пролетья, весны[6].
- На первую майскую росу бросай горсть яровины на полосу[22]
- Рожь говорит: сей меня в золу, да в пору; а овёс: топчи меня в грязь, а я буду князь, хоть в воду — да в пору[23].
- Еремея подыми сетево (1 мая) и Еремея (Ермия) опусти сетево (31 мая; то есть начало и конец посева)[24].